# ريتشارد فينك
ريتشارد فينك (بالإنجليزية: Richard H. Fink)‏ هو شخصية أعمال أمريكي، ولد في 31 مايو 1951 في نيوجيرسي في الولايات المتحدة.